# Баћинска језера
Баћинска језера су скуп језера у месту Баћина уз град Плоче на десној (северозападној) страни ушћа реке Неретве у Дубровачко-неретванској жупанији (Хрватска).
Језера су релативно мала (1,9 km²), али спадају у ред најзанимљивијих појава у хидрографији крша. Неправилног су облика, што се одражава на рељефу дна.
Састоје се од шест спојених и једног одвојеног језера: Оћуша, Црнишево, Подгора, Сладинац, Врбник, Шипак и Плитко језеро. Површином највеће језеро је Оћуша. Најдубље језеро је Црнишево с дубином од 34 метра. Врбник је најмање од језера и једино није повезано с осталим језерима.
Вода је у њима слатка, а има и извора који су повезани директно с морем. Од многих извора значајно је напоменути, да се на подручју Клокун код Плитког језера налази извор који обезбеђује питку воду за град Плоче и ширу околину. Језера су криптодепресијска, што значи да је дно језера испод нивоа мора. На језерима су три мала острвца те два тунела. Први спаја језера с морем, како би вишак зимске воде која долази из Вргорачког поља (прокопан је тунел до Баћинских језера дуг 2 km, ради одводње вишка воде из Вргорачког и Сташевачког поља), одвео у море те спречио поплаве.
Прокопавањем тунела дошло је до биолошких промена у језерима. У њих је доселио ципал (Mugil Salines) који је ту нашао повољне услове за живот и толико се намножио да је лов на ципле постао важно допунско занимање околног становништва.